# Michael Kors (marcă)

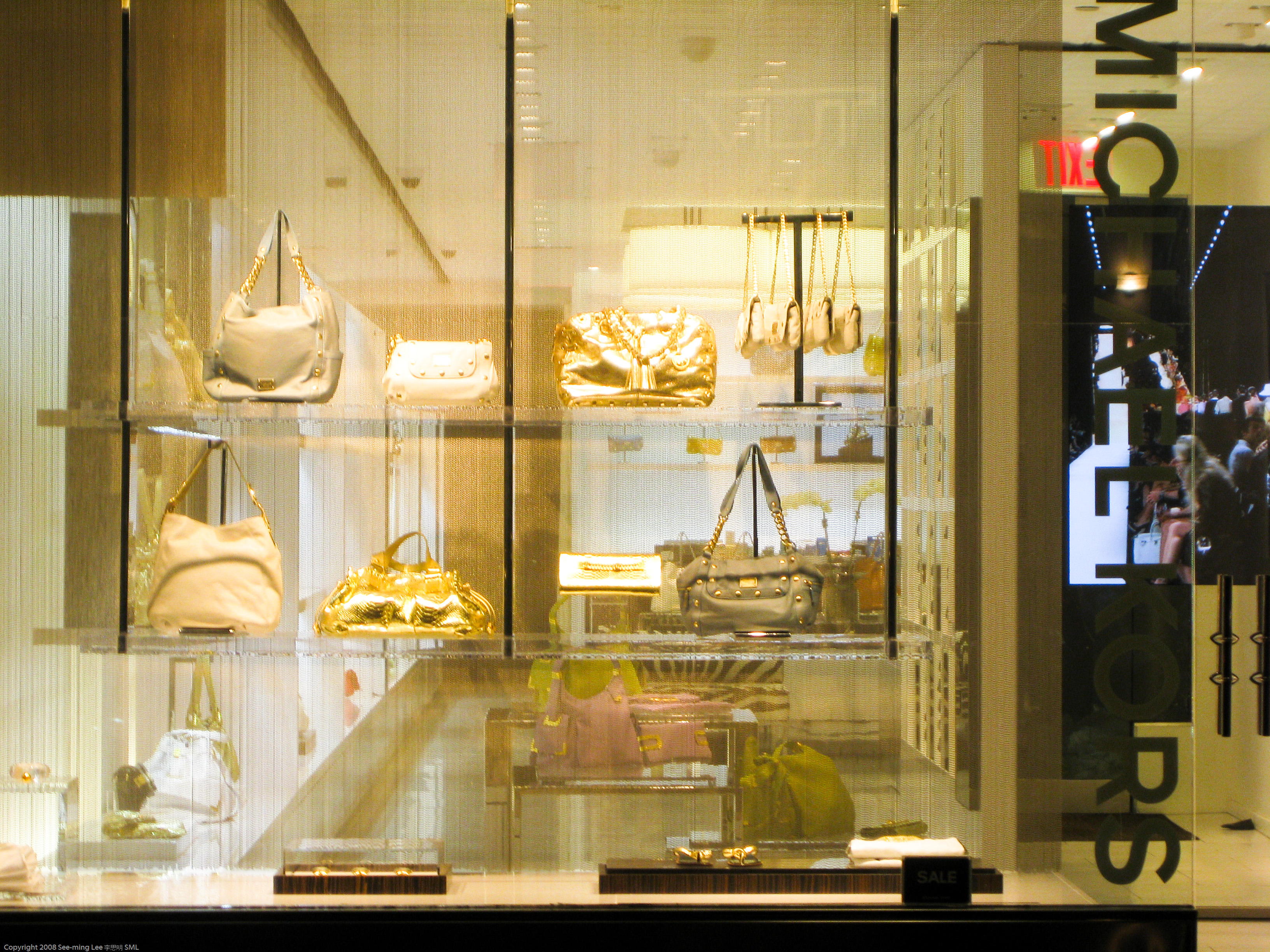
Magazin Michael Kors

Michael Kors Holdings Limited este o companie americană de modă de lux, înființată în 1981 de către designerul Michael Kors. Compania este cunoscută pentru îmbrăcăminte, încălțăminte, ceasuri, genți de mână și alte accesorii. Începând cu anul 2015, Michael Kors Holdings are peste 550 de magazine și peste 1500 de magazine în magazine în diferite țări.
Deși există din 1981 a deschis primul magazin de vânzare cu amănuntul în 2006. Poșetele Michael Kors sunt populare printre fetele adolescente, potrivit unui sondaj din 2015.